# 개운산근린공원
개운산근린공원(開運山近隣公園, Gaeunsan Neighborhood Park)은 대한민국 서울특별시에 있는 스포츠 시설이다. 인조잔디 필드가 갖춰진 경기장이며, 2022년 11월에 준공되었다.

## 참고 문헌
- “개운산근린공원”. 성북구도시관리공단.
- 《2024년 전국 공공체육시설 현황(2023.12.31.기준)》. 대한민국 문화체육관광부. 2025.